# 巴尔敦基略
巴尔敦基略，是西班牙卡斯蒂利亚-莱昂巴利亚多利德省的一个市镇。总面积31平方公里，总人口199人（2001年），人口密度6人/平方公里。